# 5092 Manara
5092 Manara (1982 FJ) là một tiểu hành tinh vành đai chính được phát hiện ngày 21 tháng 3 năm 1982 bởi E. Bowell ở Flagstaff.